# Thorius pennatulus
La salamandra pigmea veracruzana (Thorius pennatulus) es una especie de la familia Plethodontidae, y es endémica del Centro-Oeste de Veracruz, México1.

## Clasificación y descripción de la especie
Es una salamandra de la familia Plethodontidae del orden Caudata. El género Thorius es uno de los vertebrados más pequeños que existen en el mundo. Esta especie es de talla pequeña. Alcanza una longitud de 19 a 21 mm. La cola es larga. La cabeza es grande. Los nostrilos son medianos, redondos u ovalados. Dorso gris oscuro con la presencia de una banda dorsal más clara que los lados. La banda tiene barras transversales negras los cuales forman un patrón de "v" 2,3,4. 

## Distribución de la especie
Endémica de México, se distribuye en una zona restringida en el Centro de Veracruz 2,3,4.

## Ambiente terrestre
Vive entre los 800 a 2,000 m s. n. m. en bosque mesófilo de montaña 2,4. Su hábitat natural son los montanos húmedos tropicales o subtropicales y las plantaciones.

## Estado de conservación
Se considera como Sujeta a Protección especial (Norma Oficial Mexicana 059) y en peligro crítico en la lista roja de la UICN debido a la destrucción de su hábitat1.